# Alfredo Quaresma
Alfredo Perrulas Quaresma (Lisboa, Portugal, 16 de julio de 1944 - 30 de marzo de 2007) fue un futbolista internacional portugués. Desarrolló su carrera deportiva para el Os Belenenses, siendo el líder de su zaga y capitán. Es tío del jugador luso Ricardo Quaresma.

## Clubes
| Club          | País     | Año       |
| ------------- | -------- | --------- |
| Os Belenenses | Portugal | 1972–1974 |